# Carolyn Cheeks Kilpatrick

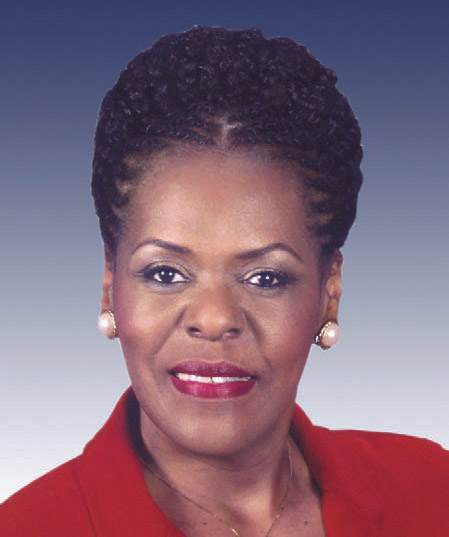
Carolyn Cheeks Kilpatrick

Carolyn Cheeks Kilpatrick, född 25 juni 1945 i Detroit, Michigan, är en amerikansk demokratisk politiker. Hon är ledamot av USA:s representanthus från Michigan sedan 1997. Hon är mor till Kwame Kilpatrick som var borgmästare i Detroit 2002-2008.
Kilpatrick studerade vid Ferris State University 1968-1970. Hon avlade 1972 sin kandidatexamen vid Western Michigan University och 1977 sin master vid University of Michigan.
Kilpatrick besegrade sittande kongressledamoten Barbara-Rose Collins i demokraternas primärval inför kongressvalet 1996. Hon vann sedan själva kongressvalet och efterträdde Collins som kongressledamot i januari 1997. Hon har omvalts sex gånger.